# Alioune Kébé
Alioune Kébé (født 24. november 1984) er en senegalesisk fodboldspiller, der senest spillede for Hobro IK. 
Kébé blev skadet under en træningskamp mod Viborg F.F. den 29. januar 2010. Efter en operationen var han ude fra AC Horsens startopstilling hele foråret i 1. division. Selvom AC Horsens var uden Alioune Kébé, sikrede de sig alligevel oprykning til SAS Ligaen, da Skive IF vandt over FC Fredericia i 4. sidste spillerunde.
Efter operationen havde Alioune Kébé meget svært ved at komme i omdrejninger igen. Desuden fik han en skade i albuen. Han fik dog spilletid i ny og næ. Han gjorde for alvor comeback den 19. september, da han fik 20 minutter på banen mod OB og blev matchvinder med scoringerne til 3-1 og 4-3. På det tidspunkt var det tæt på euforisk stemning omkring Alioune Kébé.
Alioune Kébé stoppede sin aktive karriere den 25. oktober som eftervirkninger af den fejloperation hvor lægen der opererede efter hans skade glemte et stykke ståltråd i hans knæ. AC Horsens sagde i forbindelse med årets sidste hjemmekamp mod OB farvel til den høje hurtige angriber. Samme kamp som Søren Jochumsen sagde farvel. 
Kébe kom sig i 2013 over sin skade, og skrev kontrakt med Hobro IK den 26. marts 2013. Her spillede han indtil den 1. juli 2013.